# Superstars Championship Italie
 (novembre 2024).
Si vous disposez d'ouvrages ou d'articles de référence ou si vous connaissez des sites web de qualité traitant du thème abordé ici, merci de compléter l'article en donnant les références utiles à sa vérifiabilité et en les liant à la section « Notes et références ».
 (mai 2023).
Le Superstars Championship Italie est une compétition organisée par FGSport ; elle a été créée en 2004 et approuvée par le CSAI[Quoi ?].
La série est réservée aux berlines puissantes version « racing », dont les moteurs de 3 000 à 7 000 cm3 peuvent atteindre 500 chevaux. Elle s'est rapidement imposée sur la scène internationale[réf. nécessaire].

## Historique
À l'origine, le championnat se déroulait exclusivement en Italie, mais après l'édition 2007, ont été ajoutées les courses du circuit européen, en Allemagne au Nürburgring en 2007, et en Espagne au Circuit Ricardo Tormo de Valence en 2008. En 2009, le championnat passera par le circuit portugais de Portimao, mais également un rendez-vous en dehors de l'Europe, sur le circuit de Kyalami, en Afrique du Sud.
En parallèle au championnat italien, les pilotes courent également en International Superstars. Depuis son lancement, le championnat a connu une croissance en hausse en termes de voitures au départ. BMW et Jaguar, qui en 2004 avait été le parrain de la CSAI Trofeo, ont été rejoints par les Audi officielles, puis par Cadillac, Chrysler et Mercedes. Y figurent notamment les anciens pilotes F1, Gianni Morbidelli (tenant du titre de 2007 à [Quand ?]) et Pierluigi Martini.

## Palmarès[2]
| Année | Pilote            | Voiture         |
| ----- | ----------------- | --------------- |
| 2004  | Francesco Ascani  | BMW M5          |
| 2005  | Tobia Masini      | Audi RS6        |
| 2006  | Massimo Pigoli    | Jaguar S-Type R |
| 2007  | Gianni Morbidelli | Audi RS4        |
| 2008  | Gianni Morbidelli | Audi RS4        |
| 2009  | Gianni Morbidelli | Audi RS4        |